# Alalah
Alalah (hetitsko Alalaḫ) je bila starodavna mestna država v pozni bronasti dobi v dolini reke Amuq v sedanji turški provinci Hatay. Naseljena je bila pred letom 2000 pr. n. št., ko je bila zgrajena prva palača. V 12. stoletju pr. n. št. je bila uničena in nikoli ponovno naseljena. V mestu so bile palače, templji,  zasebne hiše in utrdbe. V bližini se je razvilo sodobno mesto Antakya.
Ostanke Alalaha tvori obširna gomila (tell). Sodobni arheologi jo imenujejo Tell Atchana. Prva izkopavanja so opravili britanski arheologi v 30. in 40. letih 20. stoletja. V poznem 20. stoletju so potekale raziskave pod pokroviteljstvom Univerze v Čikagu. Raziskave na začetku 21. stoletja so potekale pod pokroviteljstvom Univerze Mustafe Kemala in turške vlade in pod vodstvom K. Aslihana Yenerja.

## Zgodovina
Alalah so ustanovili Amoriti v zgodnji bronasti dobi v poznem 3. tisočletju pr. n. št. Prva palača je bila zgrajena okoli leta 2000 pr. n. št. v obdobju, ko je v Mezopotamiji vladala Tretja urska dinastija.

### Srednja bronasta doba II
Pisna zgodovina Alalaha se začne pod imenom Alahtum na tablicah iz Marija  iz 18. stoletja pr. n. št. Mesto je spadalo v kraljestvo Jamhad (sodobni Alep). Tablice omenjajo, da je kralj Sumu-Epuh prodal ozemlje Alahtuma svojemu zetu  Zimri-Limu, kralju Marija, in zase obdržal nadoblast. Po padcu Marija leta 1765 pr. n. št. je Alalah spet prišel pod oblast Jamada. Kralj Aba-El I. Alepski je mesto podelil svojemu bratu Jarim-Limu namesto mesta Iridu, ki ga je uničil zaradi upora proti Jarim-Limu. V Alalahu je bila ustanovljena dinastija Jarim-Limovih potomcev, ki je vladala pod nadoblastjo Alepa do 16. stoletja pr. n. št. Po kratki kronologiji, odkriti v Mariju, je Alalah najverjetneje uničil hetitski kralj Hatušili I. v drugem letu svojih vojnih pohodov. 

### Pozna bronasta doba
Po manj kot stoletju premora se pisni zapisi o Alalahu nadaljujejo. V tem času je spet postal sedež lokalne dinastije. Večina podatkov o ustanovitvi te dinastije prihaja s kipa, na katerem je napisana avtobiografija ustanovitelja dinastije.
Napis pravi, da je v 15. stoletju pr. n. št. Idrimi, sin kralja Jamhada, na begu v Emar prišel v Alalah, prevzel oblast v mestu in postal vazal huritskega mitanskega kralja aršatatarja. Napis omenja tudi Idrimijeve peripetije: ko je bila njegova družina prisiljena pobegniti v Emar, jo je zapustil in se pridružil "ljudstvu Hapiru" v "Ammiji v kanaanski deželi". Hapirujci so v njem prepoznal "sina njihovega fevdalnega gospoda" in se "zbrali okoli njega njega". Po sedmih letih življenja med njimi je s svojimi bojevniki Habirujci uspešno po morju napadel Alalah, kjer je postal kralj.
Poročila arheoloških izkopavanj kažejo, da je bil kip odkrit na naselitvenem nivoju, nekaj stoletij mlajšem od časa, v katerem je živel Idrimi, kar je sprožilo debate o njegovi zgodovinskosti.  Arheološko datirane tablice pripovedujejo, da je bil Idrimijev sin Nikmepuh sodobnik  mitanskega kralja Šauštatarja.  Zdi se, da pripoved podpira napis na kipu, ki trdi, da je bil Idrimi sodobnik  Šauštatarjevega predhodnika Baratarne.
Družbeno-ekonomsko zgodovino Alalaha med vladavino Idrimijevega sina in vnuka Nimepuha in Ilim-Ilima  dobro dokumentirajo tablice, izkopane v mestu. Na njih je Idrimi redko omenjen.
Sredi 14. stoletja pr. n. št. je hetitski kralj Šupiluliuma I.  premagal mitanskega kralja Tušratto in prevzel nadzor nad severno Sirijo, vključno z Alalahom, ki ga je vključil v Hetitsko cesarstvo. Na tablici je zapisano, kako je večino mukiškega (alalaškega) ozemlja podelil Ugaritu,  ker je hetitskega kralja opozoril na upor Mukiškega, Nuhaškega in Nijskega kraljestva. 
Večina Alalaha je bila zapuščena do leta 1300 pr. n. št. Mesto so v 12. stoletju pr. n. št. dokončno uničila verjetno Ljudstva z morja, tako kot številna druga mesta obalne Anatolije in Levanta. Mesto ni bilo nikoli več naseljeno. Njegovo vlogo je v železni dobi prevzelo obalno mesto Al Mina.

## Arheologija
Tell Atchana je izkopaval britanski arheolog  Leonard Woolley v letih 1937–1939 in 1946–1949. Njegova ekipa je odkrila palače, templje, zasebne hiše in obzidja na 17 arheoloških nivojih, ki so segali od pozne zgodnje bronaste dobe (nivo  XVII, okoli 2200–2000 pr. n. št.) do pozne bronaste dobe (nivo 0, 13. stoletje pr. n. št.). Med najdbami je bil že omenjeni kip kralja Idrimija iz približno 15. stoletja pr. n. št.
Po večletnih raziskavah ob koncu 20. stoletja je ekipa Univerze v Čikagu leta 2003 izvedla prvo celotno sezono izkopavanj pod vodstvom K. Aslihan Yener. Leta 2004 je ekipa opravila kratko sezono izkopavanj in študij, da bi obdelala najdbe. Leta 2006 je projekt spremenil sponzorstvo in nadaljeval izkopavanja pod vodstvom Aslihana Yenerja v okviru turškega ministrstva za kulturo in turizem in Univerze Mustafe Kemala v Antakiji. 
Na nivojih VII (srednja bronasta doba) in V  (pozna bronasta doba) je bilo najdenih približno petsto klinopisnih tablic. Na Idrimijevem kipu je edinstvena avtobiografija od mladosti do vzpona na oblast ter njegovih vojaških in drugih uspehov. Kip je zdaj v Britanskem muzeju. Na akadskih tablicah iz Alalaha so predvsem pravna besedila. Največ je podatkov o posestih vladajoče družine in z njimi povezanimi dohodki in dokumentov o pretoku blaga v kraljevo palačo in iz nje. Obstaja tudi nekaj seznamov besed, astroloških napovedi in zaklinjanj.